# Kadurbek Sarbaiev
Kadurbek Sarbaiev   (Bixkek, 9 de desembre de 1966) és un diplomàtic kirguís que va ser ministre d'Afers Exteriors del Kirguizstan, càrrec que va ocupar des del 25 de gener de 2009 fins al 15 d'abril de 2010. Ha sigut ambaixador kirguís a diversos països com la República Popular de la Xina. Té el rang diplomàtic d'Extraordinari i Plenipotenciari.
En 1992, es va graduar en la Universitat Federal de l'Extrem Orient, Vladivostok (Rússia).